# Diócesis de Nongstoin
La diócesis de Nongstoin (en latín: Dioecesis Nongstoinensis y en inglés: Roman Catholic Diocese of Nongstoin) es una circunscripción eclesiástica de la Iglesia católica en India. Se trata de una diócesis latina, sufragánea de la arquidiócesis de Shillong. Desde el 4 de febrero de 2023 su obispo es Wilbert Marwein.

## Territorio y organización
La diócesis tiene 5247 km² y extiende su jurisdicción sobre los fieles católicos de rito latino residentes en el estado de Meghalaya en los distritos de: Montes Khasi Occidentales y de los Montes Khasi Sudoccidentales.
La sede de la diócesis se encuentra en la ciudad de Nongstoin, en donde se halla la Catedral de San Pedro Apóstol. 
En 2021 en la diócesis existían 22 parroquias.

## Historia
La diócesis fue erigida el 28 de enero de 2006 con la bula Cum ad aeternam del papa Benedicto XVI, obteniendo el territorio de la arquidiócesis de Shillong.

## Estadísticas
Según el Anuario Pontificio 2022 la diócesis tenía a fines de 2021 un total de 164 334 fieles bautizados.
| Año                                                                             | Población            | Población | Población      | Sacerdotes | Sacerdotes    | Sacerdotes    | Bautizados por sacerdote | Diáconos permanentes | Religiosos | Religiosos | Parroquias |
| Año                                                                             | Bautizados católicos | Total     | % de católicos | Total      | Clero secular | Clero regular | Bautizados por sacerdote | Diáconos permanentes | Varones    | Mujeres    | Parroquias |
| ------------------------------------------------------------------------------- | -------------------- | --------- | -------------- | ---------- | ------------- | ------------- | ------------------------ | -------------------- | ---------- | ---------- | ---------- |
| 2006                                                                            | 75 715               | 313 723   | 24.1           | 18         | 5             | 13            | 4206                     |                      |            | 61         | 9          |
| 2012                                                                            | 116 360              | 311 000   | 37.4           | 43         | 15            | 28            | 2706                     |                      | 29         | 4          | 16         |
| 2013                                                                            | 121 231              | 406 101   | 29.9           | 41         | 16            | 25            | 2956                     |                      | 26         | 4          | 16         |
| 2016                                                                            | 136 142              | 456 540   | 29.8           | 48         | 20            | 28            | 2836                     |                      | 29         | 4          | 20         |
| 2019                                                                            | 141 270              | 473 750   | 29.8           | 72         | 24            | 48            | 1962                     |                      | 48         |            | 22         |
| 2021                                                                            | 164 334              | 581 216   | 28.3           | 57         | 22            | 35            | 2883                     |                      | 35         |            | 22         |
| Fuente: Catholic-Hierarchy, que a su vez toma los datos del Anuario Pontificio. |                      |           |                |            |               |               |                          |                      |            |            |            |

## Episcopologio
- Victor Lyngdoh (28 de enero de 2006-15 de octubre de 2016 nombrado obispo de Jowai)
  - Sede vacante (2016-2023)[nota 1]
- Wilbert Marwein, desde el 4 de febrero de 2023